# Aleksandr Markin
Aleksandr Viktorovich Markin (en russe : Александр Викторович Маркин ; né le 8 septembre 1962 à Lossino-Petrovski) est un athlète soviétique (russe), spécialiste des haies.

Son record personnel est de 13 s 20, obtenu à Leningrad en 1988. 